# Deutsche Dante-Gesellschaft
La Deutsche Dante-Gesellschaft è una società scientifica tedesca senza fini di lucro, fondata a Dresda nel 1865, avente lo scopo di promuovere e tenere viva la memoria del poeta italiano Dante Alighieri.

## Storia

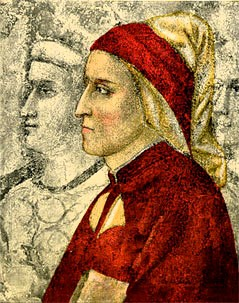
Dante Alighieri (affresco di Giotto)

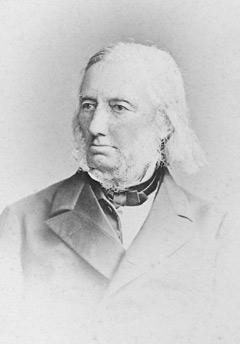
Fotografia di Karl Witte, fondatore della Deutsche Dante-Gesellschaft

L'associazione nacque a Dresda nel 1865 per iniziativa del giurista e letterato tedesco Karl Witte il quale l'anno precedente, in un articolo apparso sulla "Augsburger Allgemeine Zeitung", aveva proposto di costituire un'associazione avente lo scopo di creare una biblioteca specializzata negli studi danteschi, di fondare una rivista, e di promuovere edizioni critiche dei testi danteschi. Dietro invito del Witte, il 14 settembre 1865 si riunirono a Dresda una ventina di intellettuali i quali costituirono l'associazione di cui il re Giovanni di Sassonia (Philalethes) assunse il protettorato. L'associazione pubblicò la rivista annuale Deutsches Dante-Jahrbuch, tuttora esistente.
Nel 1883, dopo la morte del Witte, si spense anche l'attività dell'associazione: non si ebbero più riunioni e la biblioteca dell'associazione fu incorporata alla biblioteca universitaria di Lipsia. Dopo alcuni tentativi iniziati nel 1897 ad opera di Franz Xaver Kraus, l'associazione fu ripristinata nel 1914 col nome di Neue Deutsche Dante-Gesellschaft ad opera del musicista e medico Hugo Daffner, che ne fu il presidente, e sotto il patronato del principe Giovanni Giorgio di Sassonia. Nel 1921 la sede fu portata a Weimar, e fu ripristinato il vecchio nome Deutsche Dante-Gesellschaft. La società si rinnovò completamente nel 1927, con la presidenza di Walter Goetz, un professore di storia di Lipsia, mentre la direzione dell'annuario passò allo storico Friedrich Schneider di Jena.
Dopo la fine della seconda guerra mondiale, e la divisione della Germania in due entità statali, l'unità dell'associazione fu mantenuta in modo formale con sede a Weimar. Ma mentre i soci residenti nella Germania Est continuano a riunirsi a Weimar, dal 1954 i soci residenti nella Germania Ovest si riunirono ogni due anni a Krefeld. Nel 1957 la sede giuridica dell'associazione fu fissata a Gräfelfing. La sede attuale è a Monaco di Baviera

## Presidenti della Deutsche Dante-Gesellschaft
- 1865–1883 Johann Heinrich Friedrich Karl Witte
- 1914–1927 Hugo Daffner
- 1927–1949 Walter Goetz
- 1949–1972 Hans Rheinfelder
- 1972–1993 August Buck
- 1993–2005 Bernhard König
- 2005-2013 Winfried Wehle
- 2013-2021 Rainer Stillers
- 2021-     Karl Philipp Ellerbrock